# پناهگاه لاس لاخاس

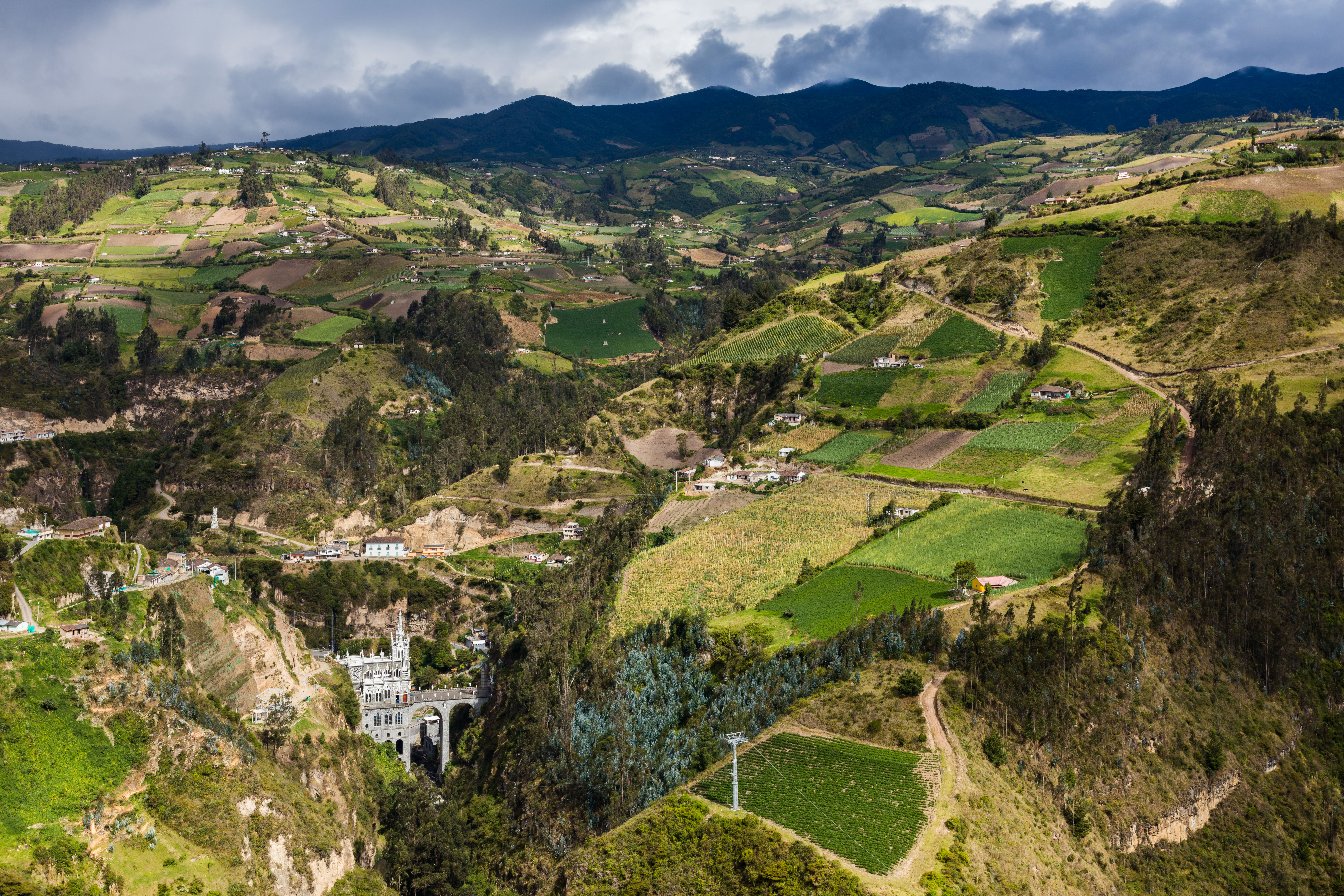
دورنمایی از پناهگاه مسیحی لاس لاخاس و طبیعت سبز پیرامون آن.

پناهگاه مسیحی لاس لاخاس (به اسپانیایی: Santuario de Las Lajas) در بخش نارینیو، کلمبیا واقع شده‌است.
ساختمان کنونی کلیسا بین سال‌های ۱۹۱۶ تا ۱۹۴۹ میلادی در سبک معماری معماری نئوگوتیک ساخته شد.